# La canzone del cavaliere
La canzone del cavaliere è un romanzo della scrittrice italoamericana Ben Pastor, il quarto nel ciclo dedicato al personaggio ricorrente di Martin Bora, ufficiale dell'esercito tedesco durante la Seconda guerra mondiale. 
 Ambientato nel corso della Guerra civile spagnola, inserisce nella narrazione una versione alternativa e immaginaria della morte del poeta Federico García Lorca.

## Titolo
Il titolo del romanzo, che in italiano traduce fedelmente l'originale inglese (The Horseman's Song), rende omaggio ad un componimento poetico di Federico García Lorca, del quale vengono citati i versi iniziali in apertura del capitolo I.
(Federico García Lorca, Canción de Jinete-1860 (La canzone del cavaliere-1860))
La canzone rimanda allegoricamente all'immagine della guerra, eroica e tragica insieme.

## Incipit
"Dalle canne slanciate si levava un fruscio di pioggia, ma non pioveva da un mese, e negli argini le acque del torrente scorrevano basse. 
 Da dove si trovava, Martin Bora distinse subito la morte. Più di un'immobilità: una totale, esanime mancanza di quella tensione che preannuncia un moto imminente. Negli ultimi tempi l'inerzia delle cose disanimate gli era divenuta familiare, e subito la riconobbe abbracciando con lo sguardo la curva della mulattiera, là dove gli alberi si infoltivano".»
(Traduzione dall'inglese di Paola Bonini)

## Trama
Spagna, estate del 1937. Sui versanti opposti di un costone roccioso nella Sierra andalusa si fronteggiano due gruppi di combattenti volontari impegnati nella guerra civile che insanguina il Paese: a Palo de la Virgen un gruppo misto anarchico-comunista, guidato dal maggiore Philip Walton; a Riscal Amargo un gruppo di sostegno ai nazionalisti, sotto il comando del tenente Martin Bora. 
 Un giorno di metà luglio, sceso come di consueto al fiume per fare il bagno, Martin Bora scopre un cadavere abbandonato ai margini di una mulattiera: si tratta di un uomo giovane, morto da poche ore, al quale hanno sparato alla schiena. Il corpo sembra esser stato gettato lì dopo l'uccisione, c'è poco sangue e tranne una piccola foto che ritrae l'uomo stesso, non ci sono documenti utili per l'identificazione. 
 Incuriosito e stranamente colpito da quella morte, Martin Bora inizia a porsi molte domande; tornato più tardi sul posto per prendere il cadavere - dietro indicazione di un superiore che sembra averlo riconosciuto dalla foto - verifica però che è scomparso, raccolto probabilmente dai repubblicani di Walton. Seguendo alcune labili tracce Martin scopre dove il corpo è stato sepolto e nascostamente lo fa rimuovere e tumulare altrove. Nel frattempo infatti si è pienamente rivelata l'identità del cadavere e la cosa minaccia di causare gravi problemi: si tratta di Federico García Lorca, il famoso poeta che ufficialmente risulta già morto da circa un anno, fucilato dai franchisti. La recente uccisione suscita così due serie di domande: quelle relative alla sua finta morte, e quelle relative al suo vero assassino. I dubbi si intrecciano numerosi: i comunisti addossano la responsabilità dell'omicidio ai nazionalisti franchisti, questi ultimi sospettano i comunisti, i superiori di Martin Bora pensano che l'assassino potrebbe essere lui stesso e Philip Walton, che di García Lorca era stato amico, rivolge la propria rabbia e il proprio dolore contro tutti. 
 Le necessità belliche continuano ad incombere, eppure né Bora né Walton rinunciano ad indagare per giungere alla verità; ad un certo punto si trovano però costretti a collaborare perché troppe rimangono le incognite e le difficoltà. Accantonando la rivalità politica e militare, nonché la gelosia che li oppone a causa dell'amore per la stessa donna - la bella Remedios - i due stipulano una specie di tregua e si scambiano informazioni. Uno solo di loro riuscirà effettivamente a scoprire ciò che è accaduto mentre l'altro, pur senza saperlo, vendicherà García Lorca uccidendo in battaglia il suo assassino. Infine i tragici sviluppi della guerra civile travolgeranno in parte l'intera vicenda e i suoi protagonisti.

### Particolarità narrativa
Alla normale narrazione in terza persona da parte dell'autrice si alternano le pagine del diario personale scritto da Martin Bora.

## Personaggi
- Martin Bora (nome di battaglia Douglas). Giovane tenente dell'esercito tedesco, qui è all'inizio della sua carriera militare e delle sue esperienze sul campo. Partecipa alla Guerra civile spagnola come volontario dalla parte dei nazionalisti non tanto per ragioni politiche, quanto piuttosto per ragioni ideali: gli interessa difendere la religione, e soprattutto mettersi alla prova. Nel corso della vicenda Martin Bora mostra di avere entusiasmi e illusioni che la dura realtà delle future esperienze gli farà largamente perdere.

- Philip Walton (nome di battaglia Felipe). Ha circa quarant'anni ed è originario del Vermont, negli Stati Uniti. Partecipa alla Guerra civile spagnola come volontario dalla parte dei repubblicani con profondi convincimenti ideali. Tuttavia è anche un uomo in fuga: dal suo passato famigliare e matrimoniale, dalla paura che già molte volte lo ha colto in battaglia. 
 Con Martin Bora sviluppa un rapporto di forte antagonismo, ma anche di stima reciproca.

- Henry Brissot (nome di battaglia Mosko). Volontario repubblicano di origine francese, è una sorta di braccio destro di Philip Walton, del quale spesso non condivide a fondo le decisioni. Nel gruppo di Palo de la Virgen è senz'altro il personaggio dotato di maggiore coscienza politica.

- Mendez Roig. Capitano dei Servizi Segreti franchisti, mantiene apparentemente un ruolo molto defilato, tanto che inizialmente lo stesso Martin Bora si forma di lui opinioni errate; eppure il personaggio è uno dei motori dell'intera vicenda.

- Herr Cziffra. Ufficiale dei Servizi Segreti tedeschi, lavora in un ufficio anonimo e discreto a Teruel. Impenetrabile, spesso ambiguo e un po' cattedratico, è a lui che Martin Bora deve rendere conto per ciò che riguarda la sua attività informativa.

- Francisco Soler (detto Paco). Scenografo teatrale a Madrid ed ex amante di Federico García Lorca. Dopo la morte del poeta è uno dei pochi collegamenti rimasti per cercare di capire cosa sia realmente accaduto.

- Remedios. Donna bella e misteriosa che vive in solitudine in cima alla Sierra, tra le rovine di un convento diroccato. Ha fama di essere una bruja, ovvero una strega, raccoglie erbe e fa profezie. Sia Martin Bora che Philip Walton ne rimangono affascinati, e sessualmente soggiogati.

## Cronologia
La vicenda principale narrata nel romanzo si estende dal 13 luglio del 1937 al 31 luglio dello stesso anno. 
 L'epilogo riporta inoltre brani del diario di Martin Bora, scritti ad inizio settembre del 1939,: in essi l'ex tenente, ormai promosso capitano, rievoca le ultime fasi della sua partecipazione alla guerra civile spagnola, fra il 3 agosto del 1937 e il 22 febbraio del 1938, nonché alcuni fatti più recenti, avvenuti tra agosto e settembre del 1939.

## Appendice
Al termine della narrazione, nella edizione italiana del romanzo, è stata posta una tabella a cura di Daniele Cambiaso che ripercorre la cronologia essenziale dell'guerra civile spagnola, dal 1935 al 1939.

## Edizioni

### Edizioni italiane
- Ben Pastor, La canzone del cavaliere, traduzione di Paola Bonini, Hobby & Work, 2004, pp. 429 - ISBN 88-7133-895-2
- Ben Pastor, La canzone del cavaliere, (paperback edition), traduzione di Paola Bonini, Hobby & Work, 2005, pp. 429 - ISBN 88-7851-206-0